# Форсаж 10 (саундтрек)
Fast X: Original Motion Picture Soundtrack — саундтрек к фильму «Форсаж 10». Саундтрек был выпущен независимым лейблом Artist Partner Group 19 мая 2023 года, в тот же день, что и фильм, и включал в себя 21 трек. Альбому предшествовали пять синглов: «Let’s Ride», «Gasolina», «Won’t Back Down», «Toretto» и «Angel Pt. 1».

## Предыстория и релиз
Первый сингл «Let’s Ride» был выпущен 10 февраля 2023 года. Сингл исполняют YG, Ty Dolla Sign и Lambo4oe. Он был назван «гимном трейлера», так как музыка взята из песни «Notorius Things» в исполнении Notorious B.I.G. и Bone Thugs-n-Harmony из альбома первого альбома Life After Death, оркестровая версия которого была представлена в трейлере. Песня также включала расширенную трехминутную версию и дрифт-фонк-кавер от SXMPRA. Ремикс «Safari Riot» на хит «Gasolina» Дэдди Янки при участии Майка Тауэрса (также включенный в трейлер фильма) был выпущен 19 апреля в качестве второго сингла.
«Won’t Back Down» в исполнении YoungBoy Never Broke Again при участии Бейли Циммерман и Дермота Кеннеди была выпущена 4 мая 2023 года в качестве третьего сингла. «Toretto» в исполнении Джея Бальвина был выпущен 12 мая в качестве четвёртого сингла в сопровождении музыкального видео с участием Вина Дизеля Kodak Black и NLE Choppa при участии Jimin, JVKE и Muni Long исполнили пятый сингл «Angel Pt. 1», выпущенный 18 мая 2023 года, за день до выхода фильма.
Список композиций был выпущен 13 мая 2023 года при участии Kai Cenat, Lil Durk, EST Gee, G Herbo, 24kGoldn, Кейна Брауна и нескольких других. Саундтрек был выпущен 19 мая 2023 года лейблом Artist Partner Group, став первым саундтреком франшизы «Форсаж» со времён «Форсажа 6» (2013), который не распространялся Atlantic Records, которая выпускала все саундтреки франшизы с «Форсажа 7» (2015).

## Список композиций
| №                   | Название | Автор(ы) | Продюсер(ы)                             | Длительность |
| ------------------- | --- | --- | --------------------------------------- | ------------ |
| 1.                  | «The End of the Road Begins (Intro)» (Kai Cenat)                                                                     | Сенат Марк Нилан-младший | Нилан-младший                           | 0:37         |
| 2.                  | «Spinnin’» (Lil Durk при участии EST Gee)                                                                            | Кристиан Дехесус Техада Дэнни Ли Снодграсс-младший Demario Driver Дёрк Бэнкс Элиас Ятру Джордж Альберт Стоун Райдер Джонсон Тобиас Фагерстрём Туррелл Симс                                                                        | Internet Money Records                  | 2:47         |
| 3.                  | «Get It» (Anti Da Menace и Luh Tyler)                                                                                | Дэвид Кабрал Линдериус Джонсон Нилан-младший Тевин Ревелл Тайлер Микс | Нилан-младший Dkeyz DrumDummie          | 1:43         |
| 4.                  | «Won’t Back Down» (YoungBoy Never Broke Again, Дермот Кеннеди и Бэйли Циммерман)                                     | Коннор Макдоноу Якке Эрикссон Кентрелл Десин Голден Райли Макдоноу Джнни Гольдштейн | Гольдштейн                              | 2:42         |
| 5.                  | «Angel Pt. 1» (Kodak Black и NLE Choppa при участии Jimin, JVKE и Muni Long)                                         | Билл Капри Брайсон Поттс Дэнни Маич Джексон Фут[Джеймс Абрахарт Жакес Лоу Джереми Дуссоллите Джонни Симпсон Нилан-младший Тайлон Фримен                                                                                           | Маич Нилан-младший                      | 2:55         |
| 6.                  | «My City» (24kGoldn, Кейн Браун и G Herbo)                                                                           | Майкл Поллак Корбин Бессон Дэниел Сиви Голден Лэндис Вон Джонс Генри Уолтер Герберт Рэндалл Райт III Джейкоб Торри Джона Мэрэи Джонни Капечи Юсси Карвинен Браун                                                                  | Cirkut Jussifer                         | 2:29         |
| 7.                  | «Countin’ On You» (Lil Tjay, Fridayy и Khi Infinite)                                                                 | Маич Francis Leblanc Rio Leyva Tione Merritt Zakhi Jermaine Lamb-McCray | Leyva Маич                              | 2:28         |
| 8.                  | «Supafly» (Cootie, BiC Fizzle и BigXthaPlug)                                                                         | Кёртис Мейфилд Джеремайя Нортерн Рандариус Карутерс Райан Остин Ксавье Ландум | Beau Willie                             | 2:58         |
| 9.                  | «Reaper» (BabyTron, Babyface Ray и Peezy)                                                                            | Чарльз Форсберг III Джеймс Джонсон IV Marcellus Rayvon Register Марк Энтони Мастерс-младший Пауло Родригес Филип Глен-Эрл Пикс | Марк Антоний P-Lo Чарли Кукс            | 2:48         |
| 10.                 | «Steppers» (NLE Choppa и Nardo Wick)                                                                                 | Поттс Маич Дрю Фульк Гораций Бернар Уоллс III Лоу Марлон Лафайет Браун-младший | Маич Enrgy Wzrd Bld                     | 2:44         |
| 11.                 | «9 In My Hand (Fast X Remix)» (Kordhell и Key Glock)                                                                 | Kordhell Маркейвиус Кэти | Kordhell                                | 1:57         |
| 12.                 | «Datura» (Suicideboys)                                                                                               | Аристос Петру Скотт Арсен-младший | Бадд Дуайер                             | 1:36         |
| 13.                 | «Furious» (BIA) | Бьянка Ландрау Джон Уильям Альберт Форд | Joyryde                                 | 0:43         |
| 14.                 | «Toretto» (Джей Бальвин)                                                                                             | DJ Luian Энди Бауза Эдгар Семпер Джозеф Негрон Велес Джошуа Омар Медина Хосе А́льваро Осо́рио Балви́н Ленин Йорней Паласиос Мачадо Луиан Малаве Луис А. О'Нил Пабло С. Фуэнтес Ксавье Земпер                                         | Lexuz Luian Mambo Kingz                 | 2:30         |
| 15.                 | «Te Cura» (Мария Бесерра)                                                                                            | Каролина Изабель Колон Хуарбе Даллас Кёльке Джош Берриос Кэт Далия Бесерра Ксавьер Розеро | DallasK Берриос                         | 2:30         |
| 16.                 | «Sigue La Fiesta» (Джастин Квилес, Dalex и Santa Fe Klan)                                                            | Хаир Кесада Джассо Якке Эрикссон Квилес Педро Давид Далекчо Саймон Рестепо Голдштейн | Гольдштейн                              | 3:02         |
| 17.                 | «Gasolina (Safari Riot Remix)» (Дэдди Янки при участии Майка Тауэрса)                                                | Эдди Авила Майкл Торрес Рамон Луис Айяла Родригес | Luny Tunes                              | 2:32         |
| 18.                 | «Vai Sentando» (Skrillex при участии Людмиллы, King Doudou и Duki)                                                   | Уго Пассакин Лудмила Оливейра да Силва Мауро Эзекииль Ломбардо Мохамед Эчатиби Skrillex | Skrillex Doudou                         | 2:14         |
| 19.                 | «Bando (Fast X Remix)» (ANNA при участии MadMan и Gemitaiz)                                                          | Анна Пепе Давид де Лука Мартин Перселл Пьерфранческо Ботруньо | Soulker                                 | 2:48         |
| 20.                 | «Let's Ride (Trailer Anthem)» (YG и The Notorious B.I.G. при участии Lambo4oe, Ty Dolla Sign и Bone Thugs-n-Harmony) | Энтони Хендерсон Брайон Маккейн Чейз Роуз Кристофер Уоллес Маич Дэйв Грир Джеймс Райтер Джон Миллер Юлий Ривьера III Кинон Дэйкуон Рэй Джексон Кевин Андре Прайс Шон Комбс Стивен Хаус Стив Джордан Тайрон Уильям Гриффин-младший | ChaseTheMoney Daveo Squat Go Grizz Маич | 2:27         |
| 21.                 | «Nothing Else Matters» (Джесси Мёрф)                                                                                 | Кейт Дауни Нилан-младший | Нилан-младший                           | 3:10         |
| Общая длительность: | Общая длительность:                                                                                                  | Общая длительность: | Общая длительность:                     | 49:40        |

## Чарты
| Чарт (2023)                            | Высшая позиция |
| -------------------------------------- | -------------- |
| Бельгия/Фландрия (Ultratop)            | 135            |
| Canadian Albums (Billboard)            | 68             |
| Япония (Oricon)                        | 15             |
| Japanese Combined Albums (Oricon)      | 15             |
| Japanese Hot Albums (Billboard Japan)  | 13             |
| Испания (PROMUSICAE)                   | 41             |
| Великобритания (UK Compilation Albums) | 12             |
| Великобритания (UK R&B Albums Chart)   | 10             |
| US Billboard 200                       | 79             |
| US Soundtrack Albums (Billboard)       | 1              |

## Оригинальная музыка к фильму
Fast X: Original Motion Picture Score — саундтрек к фильму, в котором представлена оригинальная музыка, написанная Брайаном Тайлером, который назвал его «самой сложной» музыкой во франшизе. Поскольку он описал антагониста Данте Рейеса (Джейсон Момоа) как «относительного» и «очаровательного» для своей темы, он использовал высокие струны, такие как арфа, и басовую музыку с современными инструментами, так как «это даёт вам ощущение, что вы не можете отвести взгляд. Есть смысл [в его музыке] сопереживать ему и почему он становится этим злодеем». Он также использовал странный аккорд, описывая его как «каждый раз, когда это происходит и циклически ездит вокруг, этот аккорд попадает в ваш мозг, чтобы понять, куда должна идти музыка. Это как удар дофамина, но по-другому и напоминает вам, что в нём что-то не так». Саундтрек была выпущена 2 июня 2023 года лейблом Back Lot Music.

### Список композиций
| №                   | Название                               | Длительность |
| ------------------- | -------------------------------------- | ------------ |
| 1.                  | «Fast X»                               | 2:30         |
| 2.                  | «Dante's Inferno»                      | 3:39         |
| 3.                  | «Veloce e Forte»                       | 4:23         |
| 4.                  | «Momentum»                             | 4:57         |
| 5.                  | «Scales of Power»                      | 2:59         |
| 6.                  | «Origin Story»                         | 6:03         |
| 7.                  | «Move»                                 | 2:49         |
| 8.                  | «Nobody's Rome»                        | 2:13         |
| 9.                  | «Piquete»                              | 1:12         |
| 10.                 | «Jakob's Ladder»                       | 3:54         |
| 11.                 | «Under New Management»                 | 4:32         |
| 12.                 | «Letty and Dom»                        | 1:40         |
| 13.                 | «Black Site»                           | 2:10         |
| 14.                 | «Slap Party»                           | 3:22         |
| 15.                 | «Hermana»                              | 2:11         |
| 16.                 | «Legacy»                               | 4:40         |
| 17.                 | «Showtime»                             | 1:46         |
| 18.                 | «The Lens of Time»                     | 1:00         |
| 19.                 | «Aviation Schism»                      | 3:26         |
| 20.                 | «While Rome Burns»                     | 2:05         |
| 21.                 | «How Do You Choose?»                   | 2:35         |
| 22.                 | «Visions of the Past»                  | 2:55         |
| 23.                 | «Back to Swan Lake»                    | 4:37         |
| 24.                 | «Million Dollar Woman»                 | 2:46         |
| 25.                 | «Roman's Riches»                       | 1:43         |
| 26.                 | «One If By Plane»                      | 2:19         |
| 27.                 | «Follow the Litres»                    | 1:52         |
| 28.                 | «Family Values»                        | 2:23         |
| 29.                 | «Rebalance of Power»                   | 2:50         |
| 30.                 | «Viaduct Dodge»                        | 2:37         |
| 31.                 | «Home Invasion»                        | 2:02         |
| 32.                 | «Standoff»                             | 2:53         |
| 33.                 | «Won't Back Down (Orchestral Version)» | 3:33         |
| 34.                 | «The Final Lesson»                     | 3:42         |
| 35.                 | «Finale X»                             | 3:29         |
| Общая длительность: | Общая длительность:                    | 103:47       |